# Caserne financière à Kupinovo
La caserne financière à Kupinovo (en serbe cyrillique : Финансијска касарна у Купинову ; en serbe latin : Finansijska kasarna u Kupinovu) est située à Kupinovo, dans la province de Voïvodine, dans le district de Syrmie et dans la municipalité de Pećinci, en Serbie. Elle est inscrite sur la liste des monuments culturels de grande importance de la république de Serbie (identifiant no SK 1266).

## Présentation
Le bâtiment est situé 60 rue Branka Madžarevića. Il a été construit au XVIIIe siècle à l'époque de la Frontière militaire, une zone tampon créée par les Habsbourg le long de leurs frontières avec l'Empire ottoman. On suppose qu'elle servait alors de logement aux douaniers, d'où son nom de « caserne financière ».
La maison, construite sur un plan rectangulaire, est constituée d'un simple rez-de-chaussée avec une cour intérieure. Elle est dotée d'un haut toit à quatre pans, caractéristique des constructions de la Frontière ; les façades sont dépourvues de décorations. L'entrée est située au centre de la façade principale avec trois fenêtres de chaque côté. Des modifications ultérieures ont modifié l'apparence de la maison qui, dans l'ensemble, garde cependant son authenticité.